# Арнаут Дмитро Ілліч
Дмитро́ Іллі́ч Арнаут (1976—2014) — старший прапорщик, Державна прикордонна служба України, учасник російсько-української війни.

## Життєпис
Народився 1976 року в селі Краскино (Хасанський район, Приморський край, РРФСР). Виростав з братом-близнюком Олексієм. Згодом батька-військовослужбовця перевели в НДП; по тому — до Луганська. Закінчив 8 класів луганської ЗОШ № 8. Разом з братом вступив до Київського військового ліцею. Випускник 1993 року Київського військового ліцею імені Івана Богуна. Олексій вступив до Ростовського воєнного інституту; Дмитро служив в Одесі.
Від 1998 року — в Луганському прикордонному загоні. 1999 року закінчив Хмельницьку школу прапорщиків. Інспектор прикордонної служби — технік 2-го відділення інспекторів відділу прикордонної служби «Красна Талівка». 2001 року закінчив Східноукраїнський національний університет.
Перебував у полоні в російських бойовиків (потрапив 25 липня) — будівля СБУ в Луганську, коли зміг вибратися, повернувся до свого загону на кордон.
Загинув у бойовому зіткненні у Красній Талівці — близько 15:00 прикордонники зупинили диверсійно-розвідувальну групу, яка порушила кордон з території Росії. Бій тривав 2,5 години, терористів підтримували вогнем з Російської Федерації — міномети, 2 БТР та 2 БМП. Також українських прикордонників обстрілювали некерованими реактивними снарядами 2 бойові вертольоти Мі-24 Збройних сил РФ. У бою загинули 4 прикордонники, 3 поранено, однак прорватися через кордон не вдалося, диверсанти ж вивезли своїх поранених та вбитих під прикриттям вогню російських БТРів та вертольотів до Росії.
Без Дмитра лишились батьки, дружина Ольга та двоє дітей — з них донька Крістіна.
Похований у Луганську.

## Нагороди та вшанування
- 8 вересня 2014 року — за особисту мужність і героїзм, виявлені у захисті державного суверенітету та територіальної цілісності України, вірність військовій присязі під час російсько-української війни, відзначений — нагороджений орденом «За мужність» III ступеня.
- Його портрет розміщений на меморіалі «Стіна пам'яті полеглих за Україну» в Києві: секція 3, ряд 1, місце 23
- Вшановується 25 серпня на щоденному ранковому церемоніалі вшанування українських захисників, які загинули цього дня в різні роки внаслідок російської збройної агресії[2]
- відзнака Президента України «За участь в антитерористичній операції» (посмертно).